# 高瀬広居
高瀬 広居（たかせ ひろい、1927年11月11日 - 2006年5月28日）は日本の宗教家。

## 来歴
東京の浄土宗の寺に生まれる。昭和18年（1943年）に僧侶資格を得る。
東京都立第七中学校を経て早稲田大学第一文学部（西洋哲学および国文学専攻）を卒業後、日本放送協会（NHK）に入局、「国会討論会」他、政治・社会番組のプロデューサーを務める。
その後ニュースキャスター、ラジオ関東（現・アール・エフ・ラジオ日本）常務取締役、放送批評懇談会理事長、講話塾「全国疏石会」会主。拓殖大学客員教授、拓殖大学理事。
創価学会・公明党の支持者であり、天皇崇拝家でもあった。
昭和62年（1987年）から、テレビ東京系『レディス4』（のちの『L4 YOU!』）で毎月最終金曜日の「月末対談」（12月の月末対談のみ「年末対談」と改題）に出演していた。
平成16年（2004年）夏以降から癌を患い、ときどき月末対談の企画が休止することがあったが、平成17年（2005年）7月29日放送の月末対談が事実上最後の出演となり降板となった。

## 著書
- 『プロデューサーの仕事 現場からのマスコミ批判』光書房 1959
- 『第三文明の宗教 創価学会のめざすもの』弘文堂 フロンティア・ブックス 1962
- 『パパの育児手帖 幼児の再発見』弘文堂 フロンティア・ブックス 1962
- 『うろたえるなパパ ただいまママ,これが外国です』学習研究社 ガッケン・ブックス 1964
- 『オヤジと息子を信じなさい パパの家庭論より』学習研究社 ガッケン・ブックス 1964
- 『<ドキュメント>公明党 その戦歴と未来像』学習研究社 1964
- 『人間復興 創価学会に生きる』有紀書房 1964
- 『NHK王国 現代を支配する恐怖の機構』講談社 ミリオン・ブックス 1965
- 『人間革命をめざす池田大作』有紀書房 1965
- 『パパの戦争 涙と笑いのパパの育児手帖』講談社 ミリオン・ブックス 1965
- 『君の敵は君だ 激動の現代を生きるために』大和書房 銀河選書 1967
- 『現代仏教の堕落 その実態と革新への道をさぐる』エール出版社 1970
- 『何をなすべきか 不信と虚偽をはねのける生き方』大和書房 銀河選書 1970
- 『悪妻』実業之日本社 ホリデー新書 1971
- 『死 死の原点に戻ってこそ生は持続される』エール出版社 1971
- 『おやじ学入門 とまどうパパの参考書』エール出版社 1973
- 『心でほろぶ日本人 子捨て児殺し社会考』三晃書房 1973
- 『宗教で心が救えるか あなたの信仰に偽りはないか』エール出版社 1973
- 『父心』双葉社 1973
- 『母心』双葉社 1973　「母の心で子は育つ」小学館文庫
- 『パパの育児手帖』啓明書房 1973
- 『仏心 現代の名僧をたずねて』正続　双葉社 1973-1974
- 『老後への挑戦 素晴らしい老年のための心得』日新報道 1973
- 『権力を握る法 己の力を信じその他大勢でおわるな』ビクトリー出版 1974 『権力を握る法 企業エリートの戦略』山手書房 1979
- 『子どもで悩む親の本 こんなとき・どうしたらいい』エール出版社 1974
- 『釈迦心』ビクトリー出版 1974
- 『若者よ怒りをもて 現代を生きる勇気と知恵』三晃書房 1974
- 『死』山手新書 1975
- 『釈迦金言集』山手新書 1975
- 『よくわかる仏教 釈迦から新興宗教まで』エール出版社 1975
- 『良子皇后における人間の研究』山手書房 1978
- 『老年ほど素晴しいものはない その魅力と知恵』山手書房 1978
- 『花を見て笑え』山手書房 1979
- 『仏教を難しいと思っている人のために』山手書房 1979
- 『皇后さまの微笑』山手書房 1983
- 『日本をダメにした新100人』山手書房 1983
- 『子どもで悩む親の本』山手書房 1984
- 『心眼をひらけ』山手書房 1986
- 『本来無一物』山手書房 1986
- 『父親の責任について』三笠書房　知的生きかた文庫 1989
- 『あなたが輝くために 女性への辻説法』エモーチオ21 1994
- 『死をみつめてこそ「生きる」精神 』エモーチオ21 1994
- 『すばらしき老年を求めて その自覚と知恵を探る』山手書房新社 1994
- 『生きる喜び 現代の名僧が語る』サイマル出版会 1996
- 『仏音 最後の名僧10人が語る「生きる喜び」』朝日新聞社 2002　のち文庫
- 『法句経からのメッセージ』グラフ社 2002　「お釈迦様に学ぶ、生きる智慧と力 法句経からのメッセージ」角川文庫
- 『ゆく道はひとつ 自己をみつめて生きる』展望社 2002　「迷いを、生きる力に変える」角川文庫
- 『賢い母とやさしい父 子育てに自信が持てないとき読む本』グラフ社 2003
- 『ブッダの泉 心にひびく50の聖句』展望社 2003
- 『仏音と日本人 名僧・求道者が遺した名言・法句』PHP研究所 2003
- 『ぼくの赤ん坊 愛すべきダメパパの子育て奮闘記』展望社 2003
- 『老害の人老益の人 老人と、これから老人になる人々へ』グラフ社 2003
- 『人間ブッダの生き方 迷いを断ち切る「悟り」の教え』角川oneテーマ21 2004
- 『仏教の大河 日本人のこころを育てた お釈迦さまから創価学会まで』展望社 2004
- 『天皇家の歴史』河出書房新社 2005
- 『翔べ、日本 心のブラックホールから』展望社 2005
- 『日本仏教の再生を求めて 人間の宗教への潮流』展望社 2005
- 『昭和天皇と帝王学 知られざる人間形成と苦悩』展望社 2006

### 共著編・監修
- 『これが世界の民衆だ 革命と酒と笑いと』秦豊共著 講談社 ミリオン・ブックス 1964
- 『テレビを告発する 腐敗し堕落したテレビ産業の実態』志賀信夫,青木貞伸共著 エール出版社 1970
- 『Look!自民党春秋戦国史』編 山手書房 1983
- 『対論日本における政治と宗教 創価学会・公明のめざすもの』野崎勲共著 ワイズ・ジャパン編 財界通信社 1995
- 『乾杯・献杯・締めのあいさつ』監修 ナツメ社 2002
- 『げんこつ説法 テレビ東京『レディス4・月末対談』』柴俊夫共著 角川書店 2004
- 『図説地図とあらすじで読むブッダの教え』監修 青春出版社 2005